# ボスニア・ヘルツェゴビナの政党一覧
ボスニア・ヘルツェゴビナの政党一覧では、ボスニア・ヘルツェゴビナで活動する政党について述べる。

## 政党制
ボスニア・ヘルツェゴビナでは、複数政党制が機能しており、国民を構成するボシュニャク人、セルビア人、クロアチア人の主要3民族の代表、および多民族にまたがる政党の4勢力が存在している。1つの政党が単独政権を樹立することはあまりなく、連立政権が主流である。

## 政党一覧

### ボシュニャク人政党
- 民主行動党
- ボスニア・ヘルツェゴビナ愛国党
- ボスニア・ヘルツェゴビナ党
- 民主人民共同体

### セルビア人政党
- セルビア民主党
- 独立社会民主同盟
- 民主進歩党
- スルプスカ共和国民主党
- 民主人民同盟
- スルプスカ共和国年金者党
- スルプスカ共和国セルビア人民同盟
- スルプスカ共和国セルビア急進党
- スルプスカ共和国社会党
- 人民復興連盟

### クロアチア人政党
- クロアチア民主同盟
- キリスト教民主党
- クロアチア・キリスト教民主同盟
- クロアチア権利党
- クロアチア農民党
- クロアチア権利ブロック
- 経済ブロック
- 新クロアチア・イニシアティブ

### 多民族政党
- ボスニア・ヘルツェゴビナ社会民主党
- ボスニア党
- 市民民主党
- 自由民主党
- ボスニア・ヘルツェゴビナ年金者党